# Хронік (фільм)
«Хронік» (англ. Chronic) — мексикансько-французький драматичний фільм, написаний та знятий Мішелем Франко. Фільм змагався за «Золоту пальмову гілку» на Каннському кінофестивалі 2015, але отримав приз за найкращий сценарій.

## Сюжет
Девід — медпрацівник, який доглядає за невиліковно хворими пацієнтами. Працьовитий та відданий своїй професії, він розвиває сильні і навіть інтимні стосунки з людиною, про яку він дбає. Але поза роботою Девід — незграбна і закомплексована людина. Він потрібен своїм пацієнтам так само, як вони йому.

## У ролях
- Тім Рот — Девід
- Бітсі Таллоч — Лідія
- Девід Дастмалчян — Бернард
- Клер ван дер Бум — Еліс
- Сара Сазерленд — Надія
- Тейт Еллінгтон — Грег
- Джо Сантос — Ісаак-старший
- Майкл Крістофер — Джон

## Нагороди та номінації
| Список нагород та номінацій | Список нагород та номінацій | Список нагород та номінацій | Список нагород та номінацій | Список нагород та номінацій | Список нагород та номінацій |
| Кінопремія                  | Дата церемонії              | Категорія                   | Номінант(и)                 | Результат                   | Дж                          |
| --------------------------- | --------------------------- | --------------------------- | --------------------------- | --------------------------- | --------------------------- |
| Премія «Незалежний дух»     | 25 лютого 2017              | Найкращий фільм             | «Хронік»                    | Номінація                   | [ 6 ]                       |
| Премія «Незалежний дух»     | 25 лютого 2017              | Найкращий актор             | Тім Рот                     | Номінація                   | [ 6 ]                       |